# 大阪市交通局3001形電車
大阪市交通局3001形電車（おおさかしこうつうきょく3001がたでんしゃ）は、1956年に製造された、かつて大阪市交通局に在籍していた大阪市電の路面電車車両で、大阪市電の「和製PCCカー」の決定版であり、日本の戦後の路面電車を代表する形式のひとつでもある。

## 概要

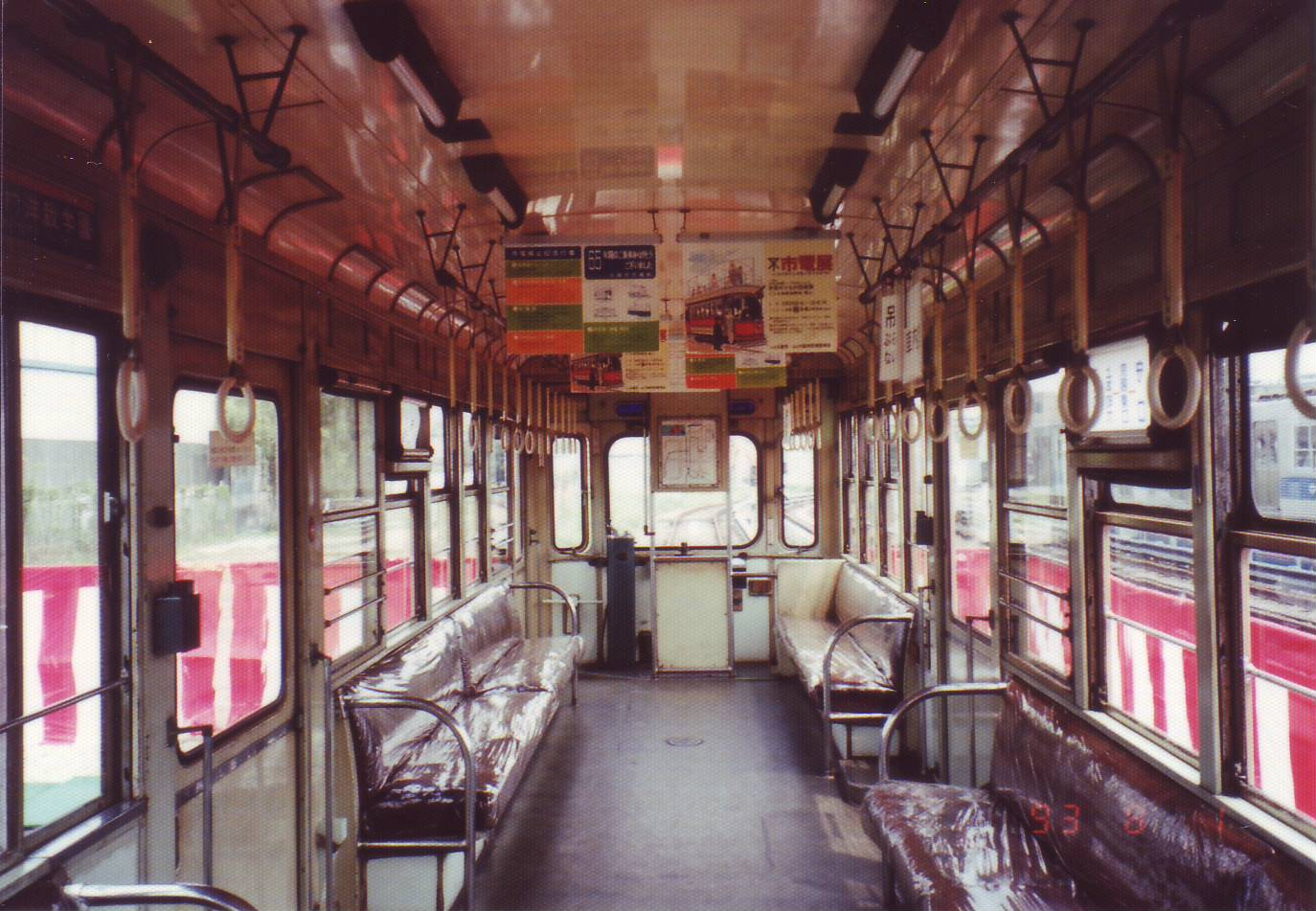
3050の車内

3001形は、1956年6月から8月にかけて3001 - 3050号の50両が製造された。車号と製造所は以下のとおり。
- 3001 - 3020 : ナニワ工機、電装品：三菱電機、台車：住友金属工業
- 3021 - 3030 : 帝国車両、電装品：東洋電機製造、台車：住友金属工業
- 3031 - 3050 : 日立製作所、電装品：日立製作所、台車：日立製作所

車体は、戦後増備された3000形に始まる新・大阪市電スタイルの近代的な車体（車体長12.5m）で、2201形で改良された前面の行先方向幕と系統幕の配置およびヘッドライトの位置を継承し、側面窓配置もそれまでに製造・改造された3000形・2201形・2601形と基本的なデザインを揃えながら、車掌台部分の窓を従来の落とし込み窓から引き違い窓となったことで、車掌の車外監視を容易なものとした。このため窓配置はD (1) 3 (1) D 1 3 （D：客用扉、数値：窓数、()内数値：戸袋窓数）となっている。新・大阪市電スタイルの車体は3001形で完成し、その後の2600形の改造車も同一のデザインとなったほか、南海大阪軌道線501形・351形をはじめ、和歌山電気軌道311形・2001形・南海和歌山軌道線321形などがよく似たデザインの車両としてデビュー、鹿児島市交通局でも（線形の制約で車端部が絞られていたものの）類似の前面デザインの車両が製作されるなど、同時代に西日本各地の路面電車各線で新造あるいは改造された車両のエクステリアデザインに大きな影響を与えた。
座席は3000形のセミクロスシートではなく、ロングシートを採用した。これは3000形や2201形で弾性車輪の使用試験を行った結果、混雑時の乗客詰め込みが容易でその分だけ最大乗車率が高くなる＝最大荷重が大きくなるロングシート車でも弾性車輪の使用について差し支えなしと判断されたためである。
台車は住友金属工業製がFS252、日立製作所製がKL-7で、いずれもコイルバネを枕バネとして使用し揺れ枕を側枠中央に吊り下げた、ウィングバネ式の鋳鋼製台車である。
ブレーキは電気ブレーキとセルフラップ式の空気ブレーキを採用したほか、台車には非常ブレーキとして電磁吸着式のトラックブレーキ（EF63と同種のもの）を装備した。発電ブレーキは主幹制御器により、空気ブレーキはブレーキ弁によりそれぞれ個別に操作された。空気ブレーキの基礎ブレーキ装置はドラムブレーキを採用し、ブレーキドラムはPCC車流に主電動機軸に取り付けられていた。トラックブレーキ装置は各台車下部のホイールベース間中央部に位置し、前後の軸箱下部から支持腕を介して吊り下げられていた。また、トラックブレーキ作用時の軸箱傾斜を防ぐため、軸箱上部同士もサイドバーで連結されていた。トラックブレーキはブレーキ弁の非常制動位置で作動し、作動時には乗客の転倒防止のために車内でブザーが鳴ったほか、運転台窓下についた黄色の非常ブレーキランプが点灯して、後続車に注意を呼びかけた。
主電動機は三菱電機MB-3016-A、東洋電機TDK-851-A、日立製作所HS-503-Grbの3種が採用され、いずれも端子電圧300 V時定格出力30 kW/1,600rpm（最高許容回転数4,000rpm）の直流直巻式自己通風型、と同一仕様で揃えられていた。これらは各台車に2基、合計4基を搭載し、駆動方式は3000形同様に歯数比7.17の直角カルダン駆動方式であった。3000形に比べると60馬力パワーダウンしたが、これは3000形の出力がオーバースペックと判断されたためであると推測されている。
3001形は3000形の高加減速、防音、防振といった要素を見事に引き継ぎ、中でも防音・防振の分野では走行音がジョイント音がかすかに響くぐらいの大変静かなもので、乗客からは「ひそひそ話もできない」とまで言われた。乗り心地も柔らかいコイルばねのおかげで不快な振動が発生せず、軌道状態のよい区間や前方に障害物がない場合では滑るような乗り心地を発揮した。
このように静かで乗り心地のよい3001形は利用者から好評を持って迎えられた。交通局からは3000形同様「無音電車」と命名されたが、当時封切後間がなかったジョン・フォード監督、ジョン・ウェイン主演の名画『静かなる男』にひっかけて「静かなる電車」というあだ名を奉られた。

## 運転面から見た3001形

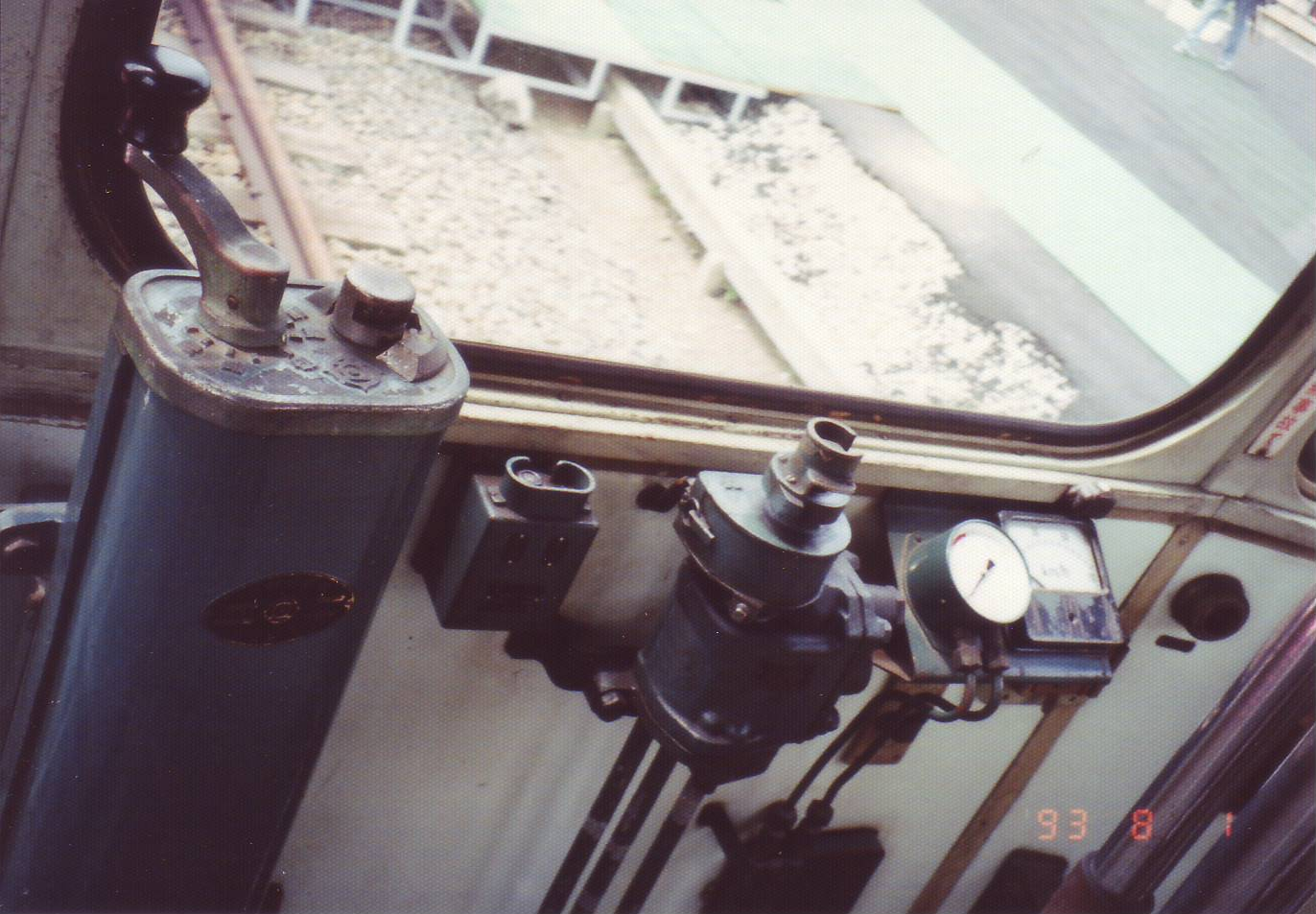
3050の運転台

3001形は高性能の高加減速車であったため、使いこなせばすばらしい性能を発揮したが、使いこなすまでは従来車とあまりにも運転動作が違いすぎるために、戸惑う乗務員が多く現れた。
加速の際のマスコン操作は従来車とあまり変わりがないものの、三菱、日立の両社製間接自動制御器はいずれもカム軸式の自動進段機構を備えていて直接制御車のように主電動機電流量が下がりきる前にノッチ進段を行う追いノッチ操作ができず交差点通過などの急加速時には特別の操作を要したため、コントローラハンドルの操作（進段）がただちに加速に反映される直接制御器に慣れたベテラン乗務員を困惑させた。
また、制動時には15 km/hまでは発電ブレーキ、15 km/h以下になって空気ブレーキを使うこととなっていたが、地下鉄電車などから採用が始まりつつあったSMEEブレーキなどの電空協調機能付きの電磁直通ブレーキのように電空切り替えをスムーズに行うための特別の装置を備えていなかったためマスコンとブレーキ弁を併用するその操作は煩雑で、従来の習慣でいきなりブレーキ制御弁を操作し空気ブレーキで制動をかける乗務員が多かったことから、本来そのような使用法を想定していないドラムブレーキを焼きつかせる故障が続発した。さらに、力行中に制動に移る場合もカム軸の回転によるアイドルタイムが数秒入るため、電気ブレーキがすぐに利かずに接触事故を起こす事例もあった（これは各都市の間接制御車においても同様の事例が見られる）。
こうした事情から、従来の直接制御車に慣れたベテラン乗務員の中には乗務割り当て時に3001形を敬遠するものも見られた。もっとも、入局そうそうに3001形に乗務することになった若手乗務員達の反応はやや異なっており、その特性を十分理解・把握した上で高加減速性能を見事に使いこなし、3001形への乗務を歓迎する乗務員が少なからず存在したとされる。
こうした特性を理解・把握した乗務員が運転する3001形は、信号や道路条件さえよければ南北線（四ツ橋筋）において大阪駅前 - 難波駅前間を12分（地下鉄で10分）で、肥後橋 - 湊町駅前間を7分（地下鉄で6分）で。それぞれ走破することが可能であった。地下の駅へのアクセスタイムを考えれば、これは実質的な所要時分で地下鉄と十分に勝負できる速度であった。また、道路上で併走するバスやタクシーの運転手からは、通常の市電なら加速時に楽々引き離せるものが、3001形の場合は負けることなく追いつくので驚いた、という話がある。

## 配属および運用

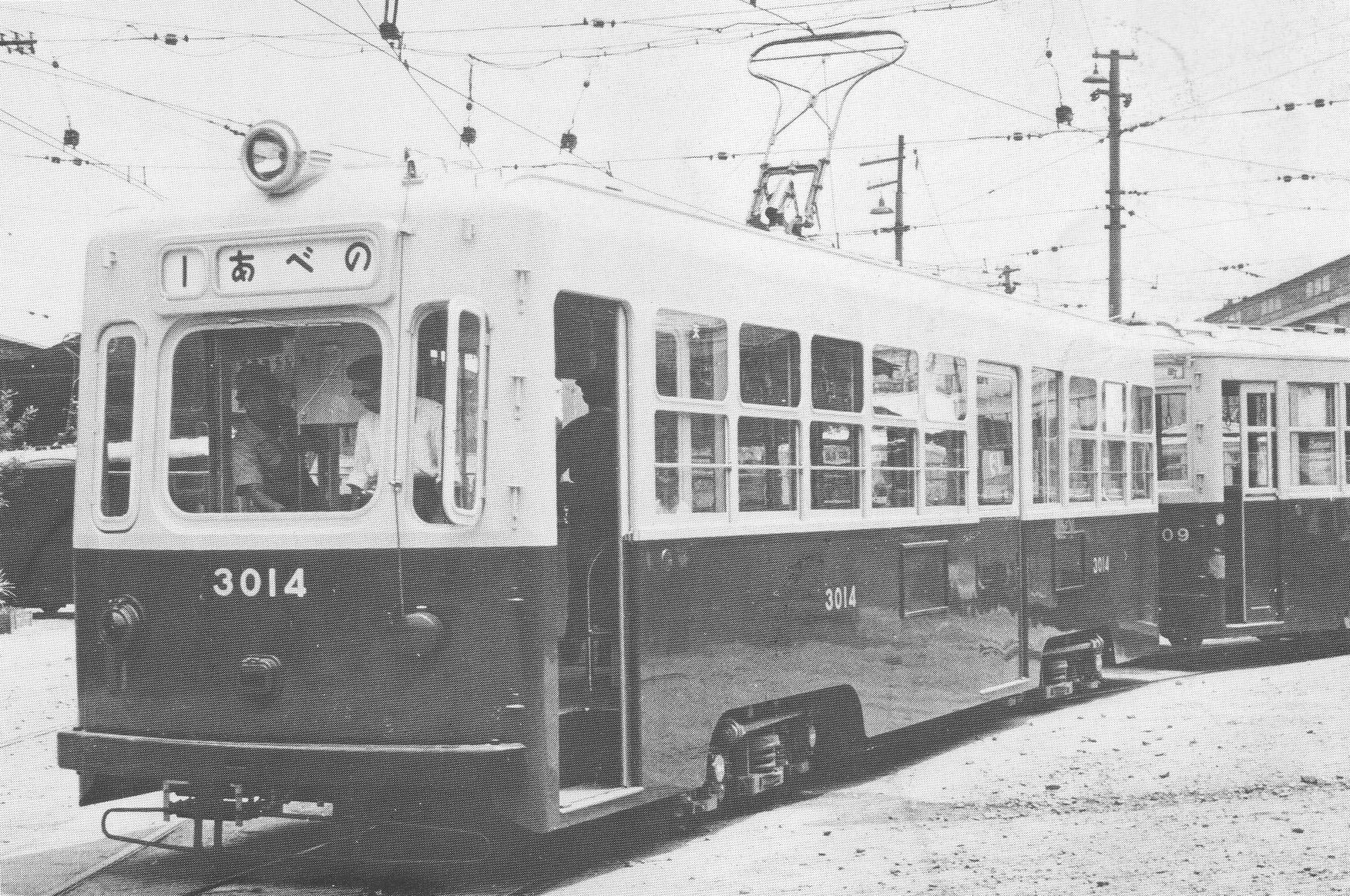
3014（1956年9月、天王寺車庫）

3001形は3001 - 3030が天王寺車庫に、3031 - 3050が都島車庫にそれぞれ配属され、大阪市電の幹線である南北線、堺筋線、上本町線といった南北の幹線やそれに接続する土佐堀南岸線、守口線などで運行を開始した。この他にもラッシュ時の応援運行で他車庫担当の九条高津線や鶴町線などにも入線したことがあるほか、夏の海水浴シーズンにはまだ海がきれいだった三宝線沿線の海水浴場への臨時電車にも起用されている。また、工場出場後の試運転で、三宝線や西野田桜島線などを走ったことがある。
同じ和製PCCカーである東京都電5500形が7両の製造にとどまり、機器の特殊性から全車を三田車庫に配属して1系統（品川駅 - 銀座4丁目 - 日本橋 - 上野駅）専属運用としたのに対し、3001形は50両と言う、比較的まとまった両数があったことから、市内各所で姿を見ることができた。

## 廃車まで
3001形が登場した1956年前後が戦後の大阪市電の全盛期であった。しかし大阪市内におけるモータリゼーションの進行は早く、1960年代に入ると市電の走行環境を大いに脅かすようになった。このような状況下で大阪市交通局は市電事業に見切りをつけ、地下鉄への代替を図るようになる。3001形のメインラインでは、1963年に南北線が、1966年に堺筋線がそれぞれ地下鉄建設のために廃止された。同時に進行した市電ネットワーク崩壊の過程で、1966年から3001形の余剰廃車が始まり、1967年以降は天王寺車庫の廃止によって3001形は全車都島車庫に集中配置された。その後も3001形は徐々にその数を減らしながらも市電最後の日まで運行を続けた。1968年に数回実施された「おなごり乗車会」において、交通局主催の乗車会に際しては3001形が充当され、当時残存していた路線のほぼ全区間に入線した。
廃止後、3050が交通局の保存車に指定され、現在も緑木検車場内の市電保存館で保存されており、公開日には他の保存車ともども展示されている。譲渡車両としては3021 - 3024を連接車に改造した鹿児島市電700形があったが、すでに全車廃車済みである。また、日本国外からも3001形の譲渡を打診してきたが、途中で立ち消えになった。この他にも、個人や学校などに払い下げられた車両が30両前後あり、現在でも一部の車両が残存している。

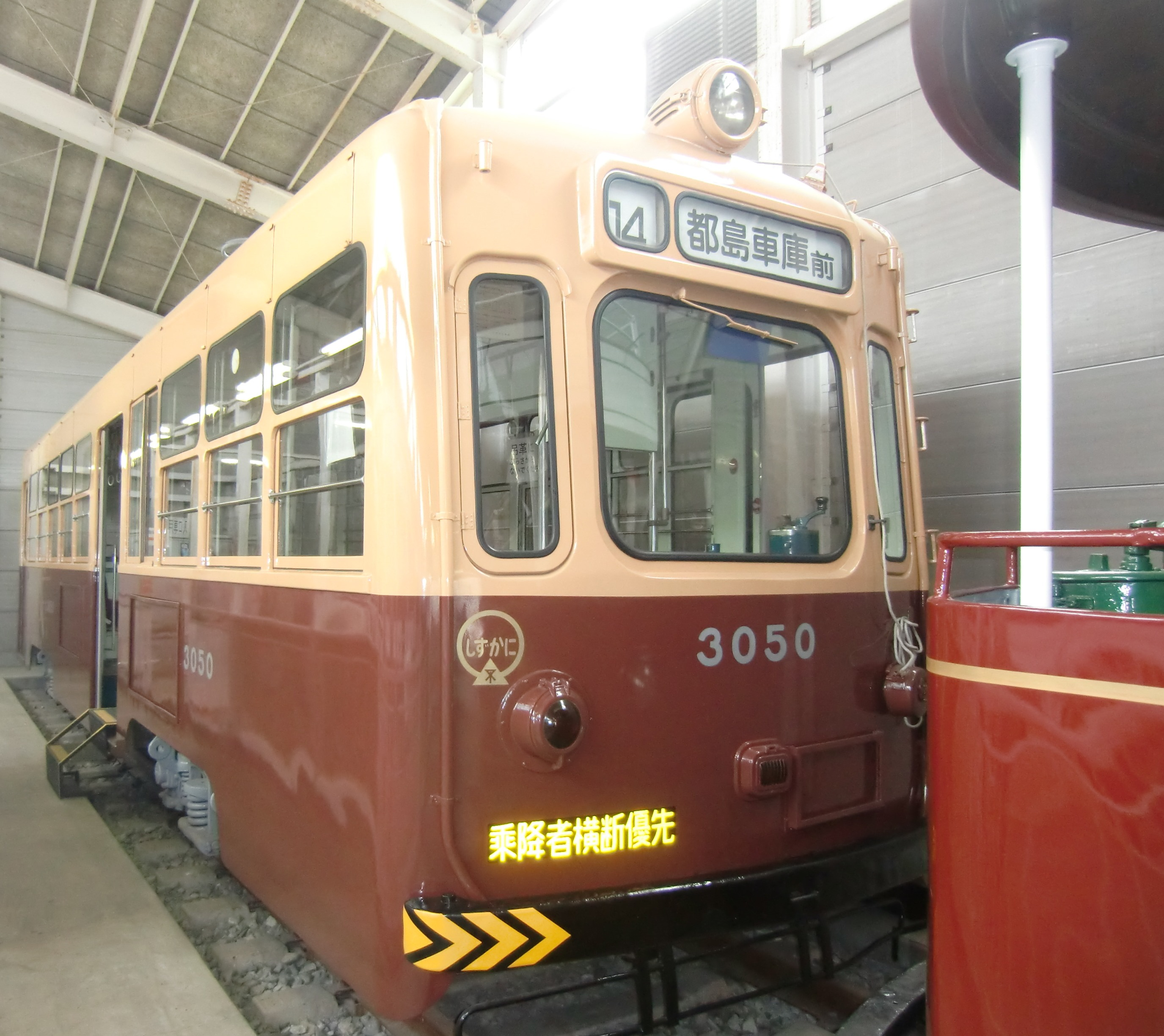
市営地下鉄緑木検車場の一角にある大阪市電保存館の3050号

## 3001形の評価
大阪市電3001形は、最後はモータリゼーションの荒波にのまれて不遇な面があったにせよ、50両が量産されて大阪市電廃止まで特に問題なく使用され、同様に合計51両が新造された名古屋市電1900形・名古屋市電2000形と並び、和製PCCカーとしては最も成功した車両となった。その後、日本においてはこれらの和製PCCカーに比肩あるいは凌駕する性能を備えた路面電車向け車両は、碓氷峠並の極端な急勾配区間を擁し過酷な使用条件を課せられていた京阪電気鉄道京津線80形（1961年）を例外とすると、1980年竣工の軽快電車（広電3500形、長崎2000形）まで出現せず、日本の路面電車は実に約4半世紀の長きにわたって技術的な停滞の中に留められることとなった。
また、他都市で和製PCCカーの導入失敗事例が相次いだ中、大阪市電が3001形の導入に成功したのは、3000形の導入から慎重にステップアップを図って技術の熟成を待ち、3001形の製造時に当時最高の技術を実用的なレベルで導入することに成功した、当時の車輌課長宮本政幸の手腕によるところが大きかったといえる。この他の理由としては、大阪市では交通局が戦前から地下鉄を保有していた関係で、（路面電車としては新しい）間接制御の技術に慣れていたことも、和製PCCカーを長く多く運用できた一因として指摘されている。